# Falkenstein/Vogtl.
Falkenstein/Vogtl. (vogtländisch: Falkenstaa) ist eine Kleinstadt im sächsischen Vogtlandkreis. Sie gehört zur Verwaltungsgemeinschaft Falkenstein. Diese ist Mitglied im Mittelzentralen Städteverbund Göltzschtal. Falkenstein feierte im Jahr 2023 das 575-jährige Stadtjubiläum.

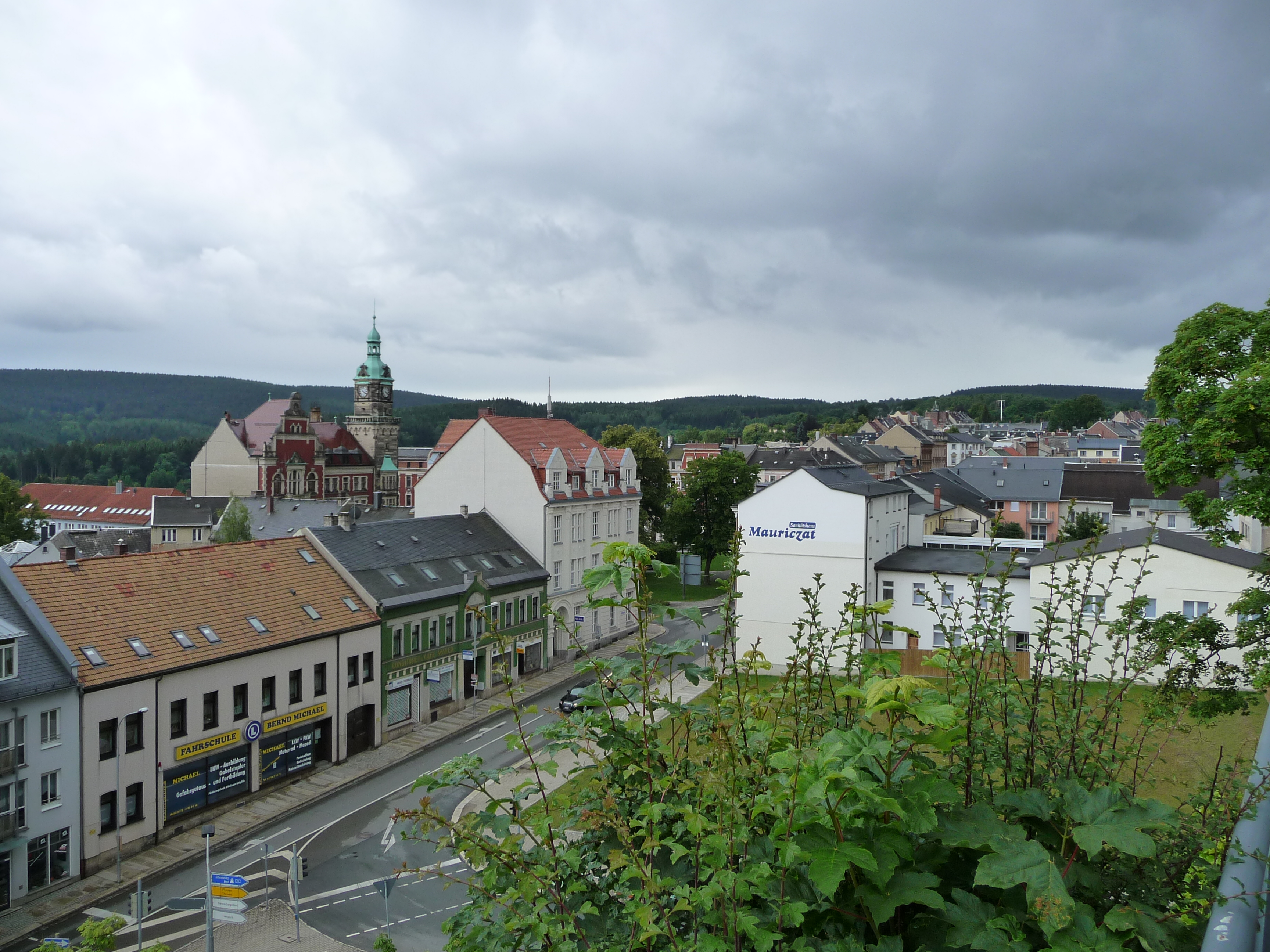
Falkenstein

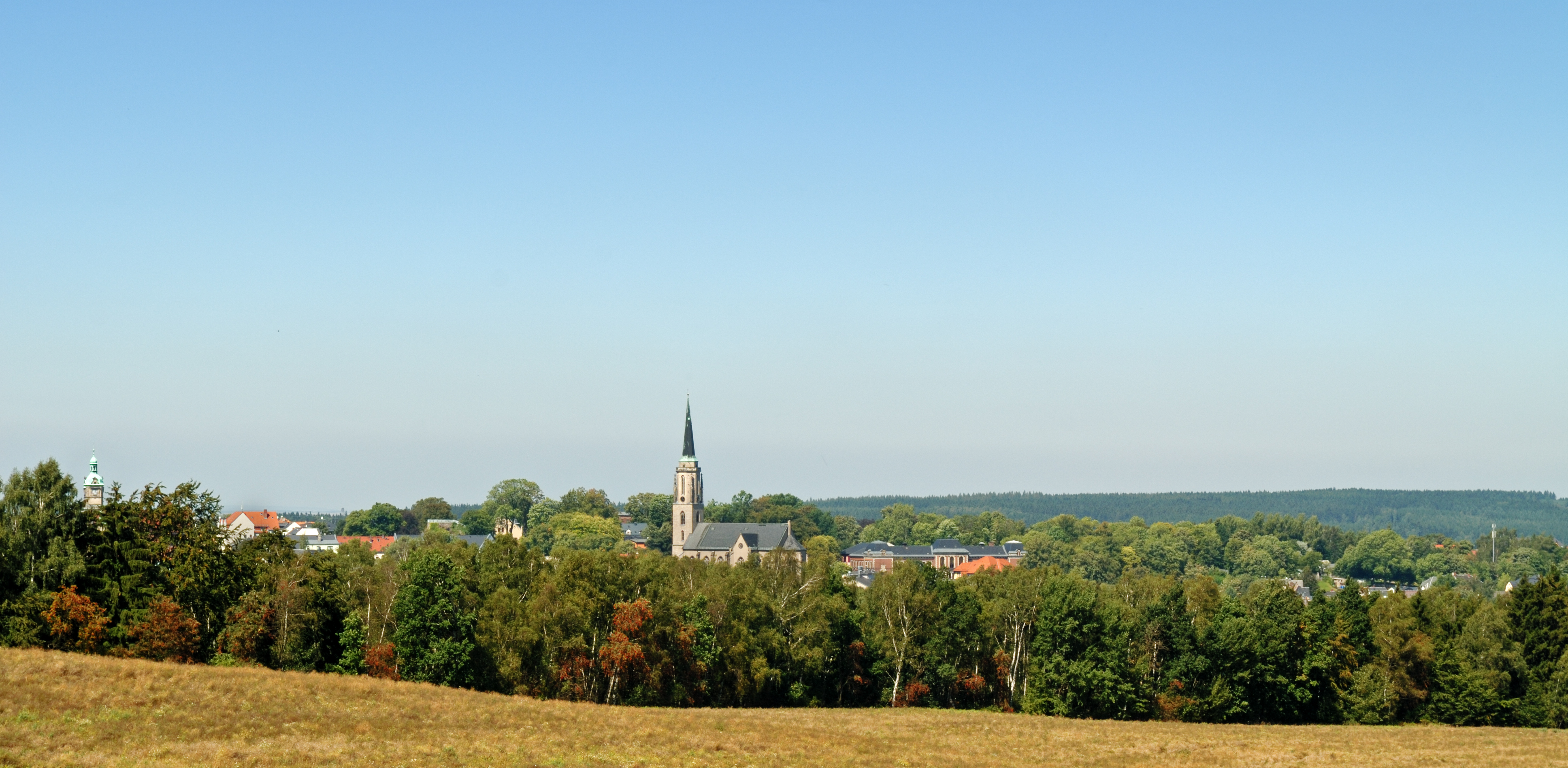
Blick auf die Stadt

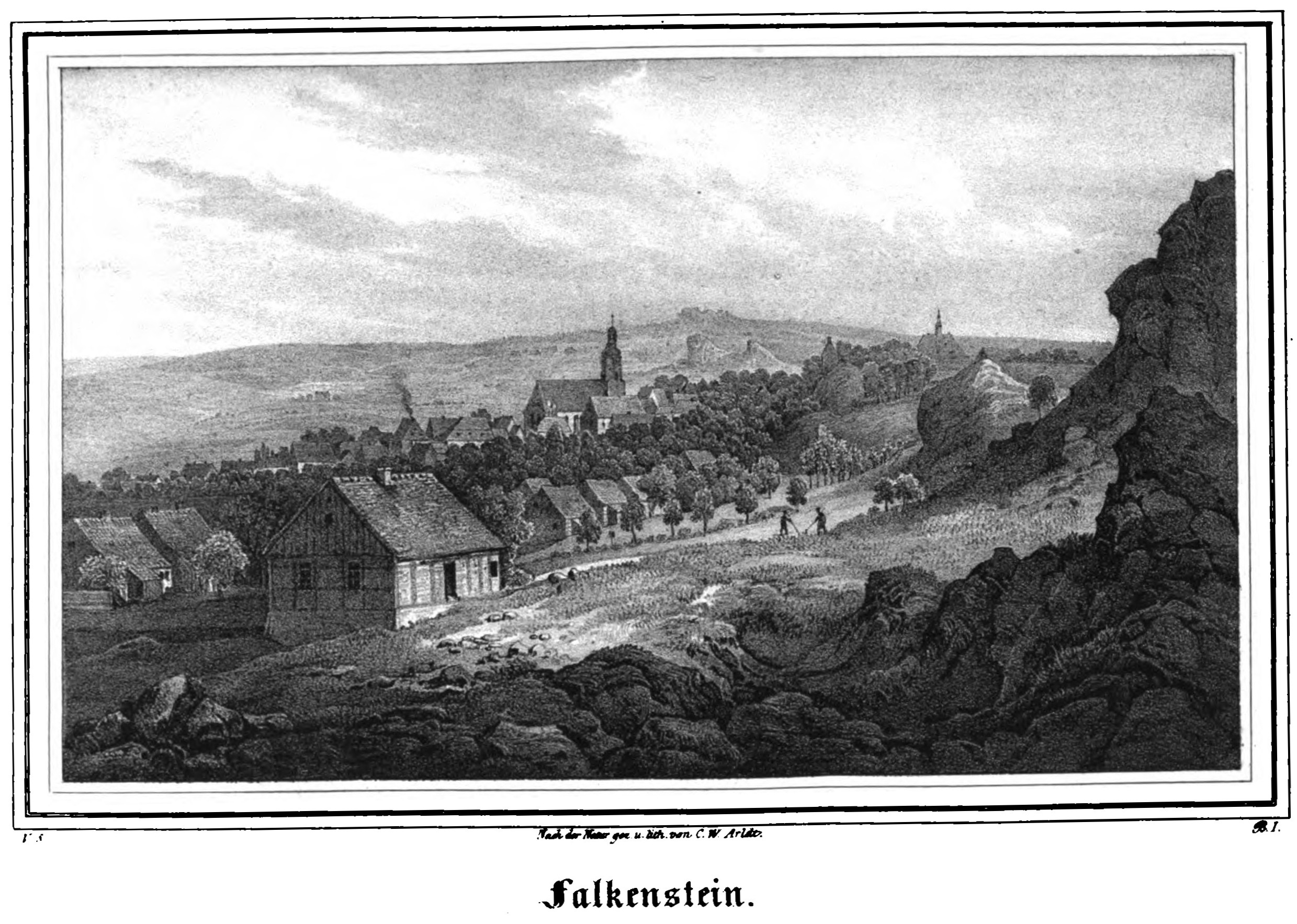
Falkenstein 1841

## Geographie

### Lage
Die Stadt Falkenstein/Vogtl. liegt an der Weißen Göltzsch, einem Zufluss der Göltzsch im Zentrum des Vogtlandkreises und im sächsischen Teil des historischen Vogtlands. Die Ortsteile von Falkenstein liegen an der Treba und der Trieb bzw. deren Zuflüssen. Markante Felsen im Stadtgebiet sind der Schlossfelsen, der Lochstein und der Schulfelsen. Sie sind als Naturdenkmale ausgewiesen.
Geografisch liegt die Stadt im Osten des Naturraums Vogtland. Südöstlich der Stadt befindet sich die 1977 in Betrieb gegangene Talsperre Falkenstein. Falkenstein ist 22 km von Reichenbach, 22 km von Plauen und 33 km von Zwickau entfernt. Das städtische Gebiet und die dazugehörenden Ortsteile (Oberlauterbach, Trieb und Schönau) liegen auf einer Höhe von 414 m (Ortsteil Schönau) bis 650 m an der Ortsgrenze zu Grünbach. Meist wird jedoch die Höhe des Rathauses angegeben (575 m).

### Nachbargemeinden
| Gemeinde Neuensalz | Stadt Treuen                                | Stadt Auerbach/Vogtl.                       |
| Gemeinde Bergen    | Kompassrose, die auf Nachbargemeinden zeigt | Gemeinde Ellefeld und Stadt Auerbach/Vogtl. |
| Gemeinde Neustadt  | Gemeinde Grünbach                           | Gemeinde Muldenhammer                       |

## Geschichte
Falkenstein entstand im Schatten einer zu Beginn des 13. Jahrhunderts erbauten Burg und wurde 1267 erstmals urkundlich als „Valkinstein“ erwähnt. Die Kirche des Orts ist im Jahr 1362 erstmals nachgewiesen. Das heutige Gotteshaus stammt aus dem Jahr 1869. Die Burg Falkenstein wurde durch die Vögte von Weida und Plauen als Teil einer Burgenkette errichtet, die das Rodungsgebiet der Herrschaft Plauen nach Osten hin absichern sollte. Die landesherrliche Burg Falkenstein wurde als Lehen von den Vögten an das gleichnamige Adelsgeschlecht Falkenstein gegeben. Ende des 14. Jahrhunderts wurde die Burg dann Besitz der Wettiner, zu dieser Zeit ist wohl das Geschlecht der Falkensteiner ausgestorben. Die Wettiner belehnten während der ersten Hälfte des 15. Jahrhunderts die Herren von Trützschler mit der Burg, sie konnten auch den im 13. Jahrhundert im Schutz der Burg entwickelten Ort Falkenstein (Valkinstein) zur Stadt ausbauen. Für das Jahr 1448 kann das Stadtrecht von Falkenstein nachgewiesen werden, 1469 gab es Bürgermeister und Rat. Unter den Trützschler entstand anstelle des früheren Wirtschaftshofs zu Füßen der Burg ein Schloss, welches in der ersten Hälfte des 17. Jahrhunderts neu erbaut wurde. Die um 1528 bereits verfallene Burg wurde im Jahr 1618 durch Georg Abraham Trützschler zum größten Teil abgebrochen.
Falkenstein wurde im Jahr 1469 eine Freie Bergstadt. Trotz der Nähe zu den seit dem 15. Jahrhundert erschlossenen Eisen-, Zinn- und Kupferlagerstätten blieb der Bergbau ein eher unbedeutender Wirtschaftszweig. Bereits im Jahr 1798 wurde in der Falkensteiner Schmelzhütte das letzte Mal Zinn eingeschmolzen. Anstelle des Bergbaus wurde Falkenstein nach dem Dreißigjährigen Krieg allmählich ein bedeutender Standort der Textilindustrie. Im Jahr 1721 wurde die Falkensteiner Weberinnung gegründet. Sie war die stärkste Innung im gesamten Vogtland. Die Stadt bekam im Jahr 1788 den Ehrennamen „Wiege des sächsischen Kammertuches“. Im Jahr 1844 entstand die erste Gardinenfabrik Falkensteins. 1877 eröffnete dann die Firma C.H. Lange, die später knapp 600 Mitarbeiter hatte. Die Gardinenfabrik Falgard war zwischen 1883 und 1995 in Betrieb.
Die Grundherrschaft über die Stadt Falkenstein lag bis ins 17. Jahrhundert allein beim Rittergut Falkenstein, danach anteilig bei den Rittergütern Falkenstein, Oberlauterbach, Dorfstadt und Mühlberg. 1831 ging die Herrschaft der Familie von Trützschler auf Schloss Falkenstein zu Ende. Die Stadt Falkenstein gehörte bis ins 16. Jahrhundert zur Herrschaft Falkenstein und danach bis 1856 zum kursächsischen bzw. späteren königlich-sächsischen Amt Plauen. 1856 wurde Falkenstein Sitz des Gerichtsamts Falkenstein, bis es 1875 der Amtshauptmannschaft Auerbach angegliedert wurde. Ein Stadtbrand am 12. August 1859 zerstörte große Teile Falkensteins. Bei dem Wiederaufbau entstand ein neuer, schachbrettartiger Grundriss. Seit der Eröffnung des Bahnhofs Falkenstein (Vogtl) im Jahr 1856 ist die Stadt an das Eisenbahnnetz angeschlossen. Mit der Ansiedlung von Gardinenfabriken ab 1880 wuchs die Stadt stark an und erreichte bereits 1912 ihre höchste Einwohnerzahl. Das neue Rathaus von Falkenstein wurde im Jahr 1903 eingeweiht.
Wahrscheinlich schon um 1900 lebten im Ort Juden, die zur Israelitischen Religionsgemeinde zu Plauen gehörten. Seit 1927/28 besaßen sie einen Betsaal im Hinterhaus Gartenstraße 15. Das Schicksal der verfolgten und in der Shoa ermordeten Falkensteiner Juden ist bisher unerforscht. Im Zuge der Novemberrevolution gründete Max Hoelz mit anderen am 9. November 1918 einen Arbeiter- und Soldatenrat in der Stadt. Wenig später wurde Hoelz zum Vorsitzenden des lokalen Arbeitslosenrates gewählt; mit einer Reihe von spektakulären Aktionen wurde er schnell überregional bekannt. Sein Aufstieg zum legendären „Robin Hood des Vogtlandes“ begann in Falkenstein.
Durch die zweite Kreisreform in der DDR kam die Stadt Falkenstein/Vogtl. im Jahr 1952 zum Kreis Auerbach im Bezirk Chemnitz (1953 in Bezirk Karl-Marx-Stadt umbenannt). Bekannt ist die Stadt durch den 1953 eröffneten Tierpark und das Schloss (heute: Heimatmuseum) mit dem daneben liegenden Schlossfelsen. Der wirtschaftliche Aufschwung zu DDR-Zeiten in den frühen 1960er Jahren war erneut insbesondere der Textilindustrie zu verdanken (Falgard).
Daneben wurde Falkenstein auch durch das 1968 gegründete Pionier-FDJ-Blasorchester bekannt. 1972 wurde der Bekanntheitsgrad durch den DEFA-Film Falkensteiner Geschichten weiter verstärkt, in dem das Orchester der Stadt Falkenstein unter der Leitung von Peter Hüttner spielte. Am 17. September 1978 geriet der Ort durch die Selbstverbrennung des evangelischen Pfarrers Rolf Günther im Altarraum seiner Kirche kurzzeitig in die Schlagzeilen.
Die Stadt Falkenstein kam im Jahr 1990 zum sächsischen Landkreis Auerbach, der 1996 im Vogtlandkreis aufging.

### Eingemeindungen
| Ehemalige Gemeinde       | Datum      | Anmerkung                                                                        |
| ------------------------ | ---------- | -------------------------------------------------------------------------------- |
| Dorfstadt                | 01.07.1950 |                                                                                  |
| Oberlauterbach           | 01.01.1999 |                                                                                  |
| Unterlauterbach          | 01.07.1950 | Eingemeindung nach Oberlauterbach                                                |
| Trieb                    | 01.01.1999 |                                                                                  |
| Schönau (mit Siebenhitz) | 01.07.1950 | Eingemeindung nach Trieb/Vogtl. (1862 Eingemeindung von Siebenhitz nach Schönau) |

### Einwohnerentwicklung
Entwicklung der Einwohnerzahl (ab 1960 31. Dezember):
| Jahr      | 1834   | 1875   | 1880   | 1910       | 1912   | 1933   | 1946       | 1950       | 1960   | 1971   | 1981   | 1984   | 1998   | 1999  | 2000  | 2001  | 2002  | 2003  | 2004  | 2007  | 2012  | 2013  | 2015  |
| --------- | ------ | ------ | ------ | ---------- | ------ | ------ | ---------- | ---------- | ------ | ------ | ------ | ------ | ------ | ----- | ----- | ----- | ----- | ----- | ----- | ----- | ----- | ----- | ----- |
| Einwohner | 02.849 | 05.146 | 05.369 | 15.744 (1) | 17.812 | 15.679 | 13.888 (2) | 17.244 (3) | 14.938 | 14.841 | 12.565 | 11.141 | 09.793 | 9.895 | 9.894 | 9.796 | 9.694 | 9.612 | 9.528 | 9.154 | 8.435 | 8.359 | 8.300 |

 Datenquelle ab 1998: Statistisches Landesamt Sachsen
(1) 1. Dezember
(2) 29. Oktober

(3) 31. August
1910 war Falkenstein die einwohnerstärkste Kommune der Amtshauptmannschaft Auerbach.

## Gedenkstätten
- Gedenkstein auf dem Ortsfriedhof zur Erinnerung an den Alfred Roßner (Eingeweiht am 18. März 2022)
- Gedenkstein auf dem Ortsfriedhof zur Erinnerung an die vier (davon zwei parteilose) NS-Gegner Paul Popp, Louis Müller, Oskar Hölzel und Max Pippig, sowie an 65 Juden der Stadt, die Opfer des Faschismus wurden Siehe auch: Geschichte der Juden in Falkenstein/Vogtl.
- Sowjetischer Ehrenfriedhof im Ortsteil Dorfstadt für eine unbekannte Anzahl von Kriegsgefangenen sowie Frauen und Männern, die während des Zweiten Weltkrieges nach Deutschland verschleppt und Opfer von Zwangsarbeit wurden. Der Ehrenfriedhof wurde 1986 nach Auerbach verlegt.
- Ehrenmal am Schlossfelsen, errichtet in den 1930er-Jahren zum Gedenken der gefallenen Soldaten des Ersten Weltkrieges. Die Inschriften wurden nach dem Zweiten Weltkrieg demontiert.

## Politik

### Stadtrat
Der Stadtrat besteht aus 17 Stadträten. Überdies ist auch der Bürgermeister stimmberechtigt. Bei der Kommunalwahl am 9. Juni 2024 wurde folgendes Wahlergebnis erzielt:
| Stadtrat ab 2024Insgesamt 17 Sitze - Linke: 1 - BfF: 7 - CDU: 7 - AfD: 2 Die AfD kann einen Sitz nicht besetzen. Die Sitzanzahl reduziert sich entsprechend. | Wahlvorschlag          | 2024   | 2024   | 2019   | 2019   | 2014   | 2014   |
| Stadtrat ab 2024Insgesamt 17 Sitze - Linke: 1 - BfF: 7 - CDU: 7 - AfD: 2 Die AfD kann einen Sitz nicht besetzen. Die Sitzanzahl reduziert sich entsprechend. | Wahlvorschlag          | Sitze  | in %   | Sitze  | in %   | Sitze  | in %   |
| Stadtrat ab 2024Insgesamt 17 Sitze - Linke: 1 - BfF: 7 - CDU: 7 - AfD: 2 Die AfD kann einen Sitz nicht besetzen. Die Sitzanzahl reduziert sich entsprechend. | CDU                    | 7      | 41,2   | 9      | 45,8   | 9      | 48,8   |
| Stadtrat ab 2024Insgesamt 17 Sitze - Linke: 1 - BfF: 7 - CDU: 7 - AfD: 2 Die AfD kann einen Sitz nicht besetzen. Die Sitzanzahl reduziert sich entsprechend. | Bürger für Falkenstein | 7      | 36,0   | 6      | 31,0   | 4      | 20,2   |
| Stadtrat ab 2024Insgesamt 17 Sitze - Linke: 1 - BfF: 7 - CDU: 7 - AfD: 2 Die AfD kann einen Sitz nicht besetzen. Die Sitzanzahl reduziert sich entsprechend. | AfD                    | 2      | 18,5   | –      | –      | –      | –      |
| Stadtrat ab 2024Insgesamt 17 Sitze - Linke: 1 - BfF: 7 - CDU: 7 - AfD: 2 Die AfD kann einen Sitz nicht besetzen. Die Sitzanzahl reduziert sich entsprechend. | Linke                  | 1      | 4,2    | 2      | 13,8   | 3      | 16,6   |
| Stadtrat ab 2024Insgesamt 17 Sitze - Linke: 1 - BfF: 7 - CDU: 7 - AfD: 2 Die AfD kann einen Sitz nicht besetzen. Die Sitzanzahl reduziert sich entsprechend. | FDP                    | –      | –      | 1      | 9,4    | 1      | 8,3    |
| Stadtrat ab 2024Insgesamt 17 Sitze - Linke: 1 - BfF: 7 - CDU: 7 - AfD: 2 Die AfD kann einen Sitz nicht besetzen. Die Sitzanzahl reduziert sich entsprechend. | SPD                    | –      | –      | –      | –      | 1      | 6,1    |
| Stadtrat ab 2024Insgesamt 17 Sitze - Linke: 1 - BfF: 7 - CDU: 7 - AfD: 2 Die AfD kann einen Sitz nicht besetzen. Die Sitzanzahl reduziert sich entsprechend. | Wahlbeteiligung        | 63,6 % | 63,6 % | 55,8 % | 55,8 % | 45,5 % | 45,5 % |

### Bürgermeister
Bürgermeister der Stadt ist seit 2015 Marco Siegemund (CDU). Bei einer Wahlbeteiligung von 48,1 % wurde er mit 67,7 % der gültigen Stimmen gewählt. Der Vorgänger war Arndt Rauchalles (CDU). Siegemund wurde am 12. Juni 2022 mit 98,5 % (2.519 Stimmen) im Amt bestätigt. Da es keinen Gegenkandidaten gab, war es den Wählern möglich Personen auf den Wahlschein zu schreiben und somit als Bürgermeister vorzuschlagen. Davon machten 39 Personen Gebrauch.
| Wahl | Bürgermeister    | Vorschlag | Wahlergebnis (in %) |
| ---- | ---------------- | --------- | ------------------- |
| 2022 | Marco Siegemund  | CDU       | 98,5                |
| 2015 | Marco Siegemund  | CDU       | 67,7                |
| 2008 | Arndt Rauchalles | CDU       | 98,2                |
| 2001 | Arndt Rauchalles | CDU       | 76,0                |

### Städtepartnerschaften
- Harnes, Frankreich
- Stein bei Nürnberg, Bayern
- Strawczyn, Polen
- Oberndorf am Neckar, Baden-Württemberg
- Falkenstein/Oberpfalz, Bayern
- Falkenstein/Pfalz, Rheinland-Pfalz

## Kultur und Sehenswürdigkeiten

### Bauwerke
- Rathaus, erbaut 1901–1903 (2019–2023 umfassend saniert)
- Schloß Falkenstein von 1860, heute als Sparkasse und für das Heimatmuseum Falkenstein genutzt, in den Parkanlagen um das Schloß die Schloßmauer mit dem Schloßfelsen, im 12./13. Jahrhundert Standort der kleinen Burg Falkenstein
- Stadtkirche „Zum heiligen Kreuz“, 1865–1869 erbaut
- „Alte Pfarre“, Markt 3, 1774 erbaut
- Postamt von 1900 an der Bahnhofstraße
- Altes zweigeschossiges Wohnhaus, Grund 13, erbaut in der ersten Hälfte des 18. Jahrhunderts, in Privatbesitz
- Das „Alte Spital“, 1763 erbaut, Auerbacher Str. 1, heute als Galerie genutzt
- Herrenhaus des ehemaligen Rittergutes im Ortsteil Dorfstadt, erbaut 1551, Bauschäden, in Privatbesitz
- Jagdschlösschen Hanneloh, erbaut 1894 auf den Mauern eines älteren Gutshauses, in Privatbesitz
- Talsperre Falkenstein an der Weißen Göltzsch

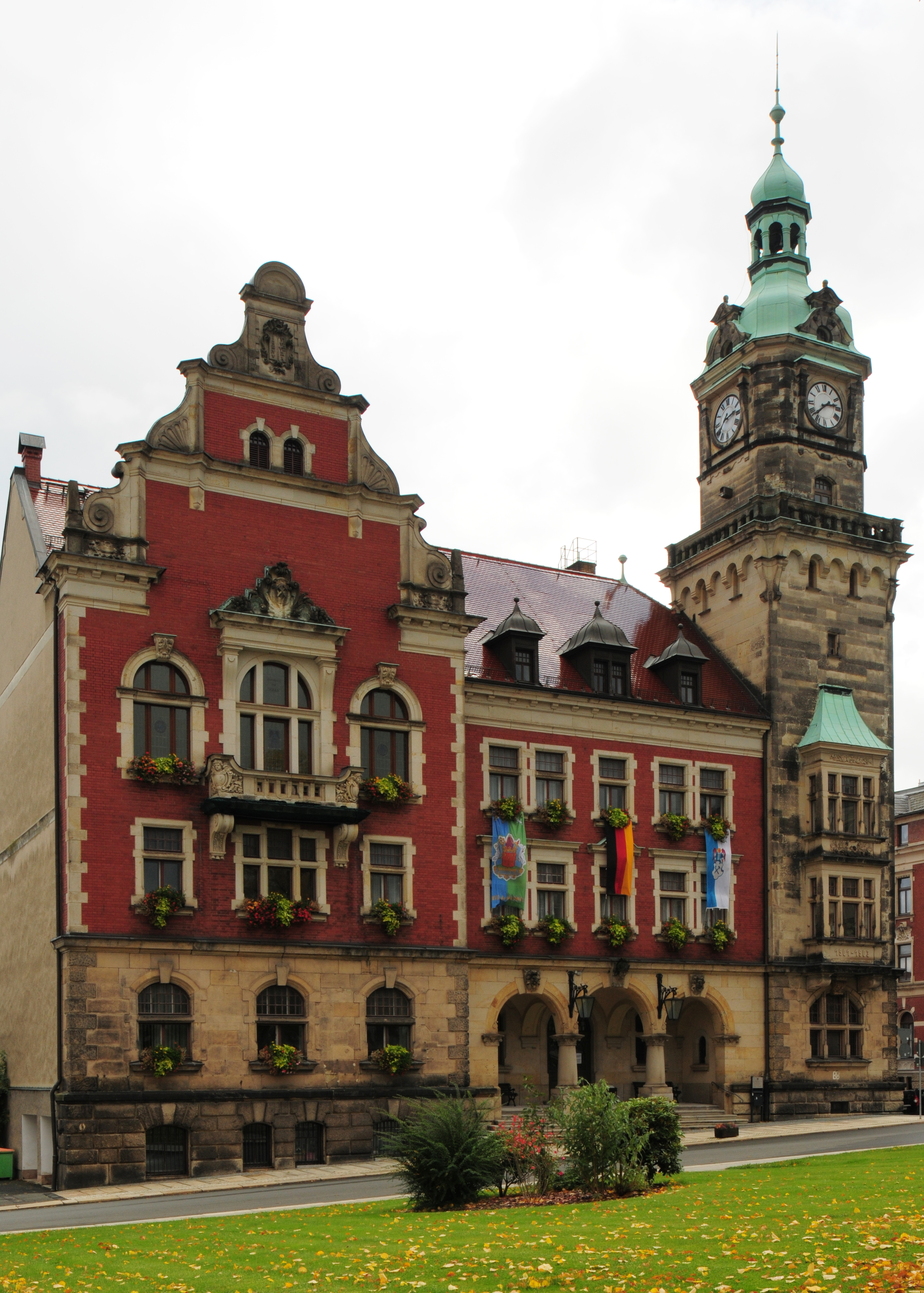
Rathaus
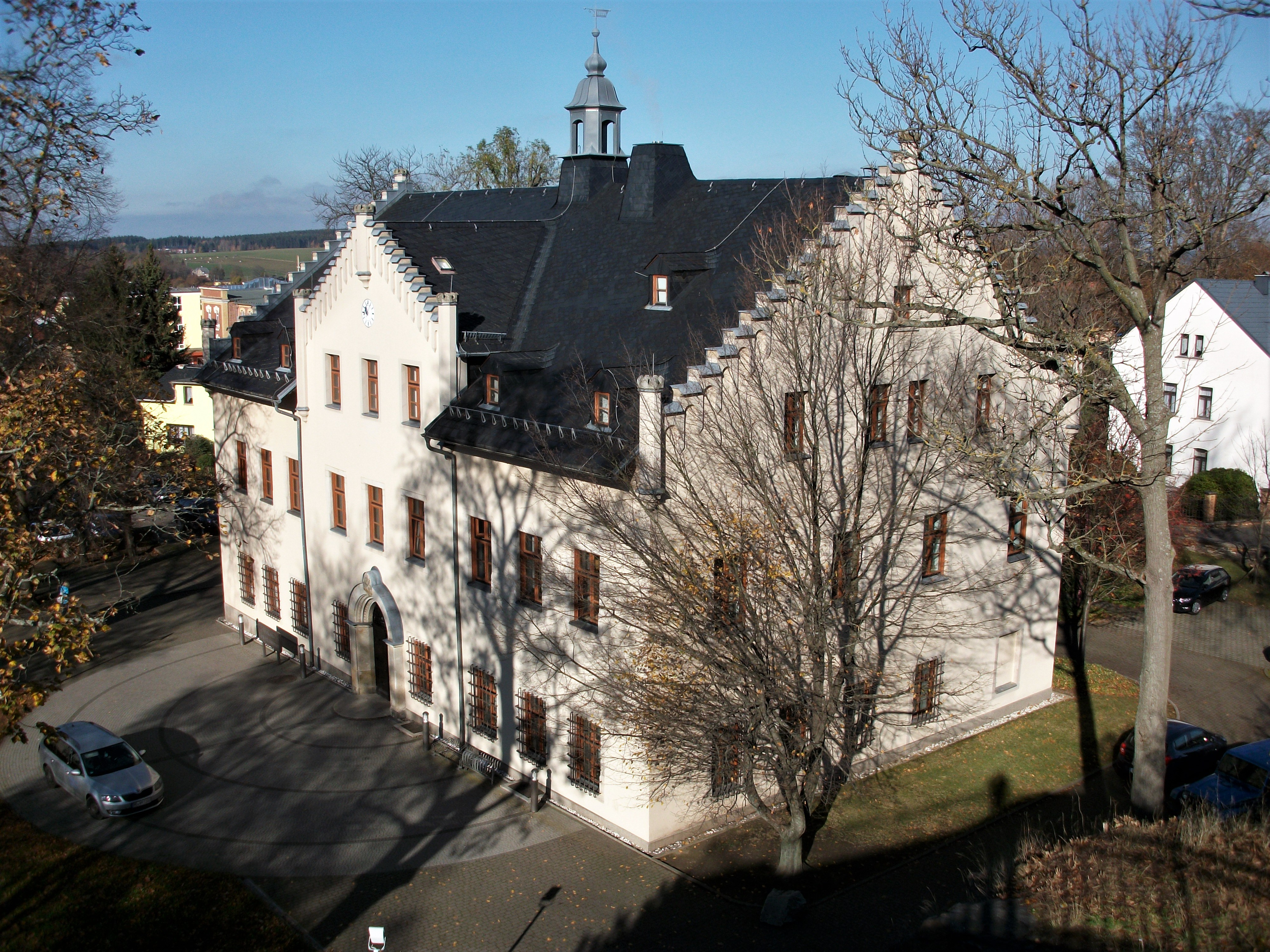
Schloss Falkenstein
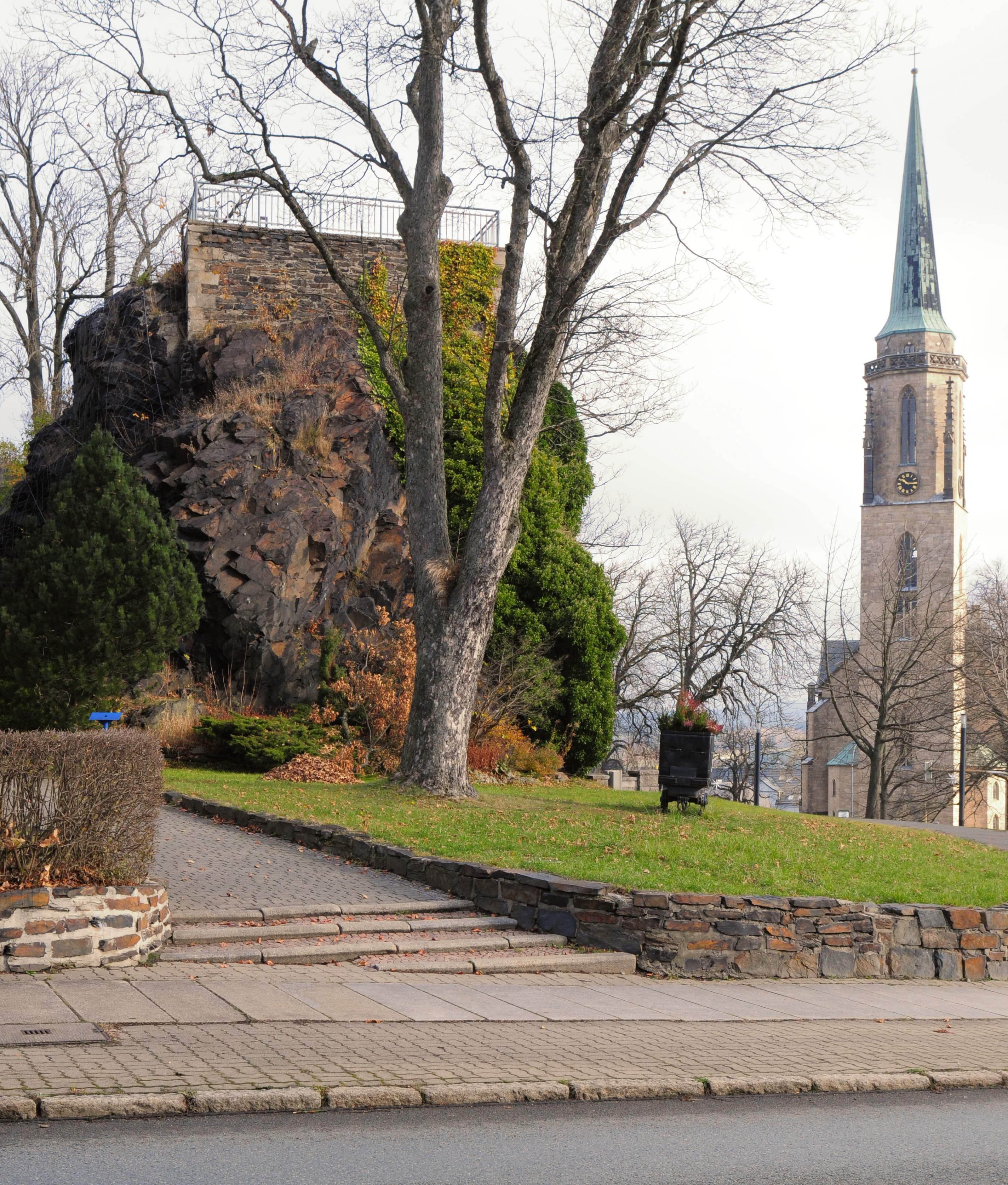
Felsen der Burg Falkenstein und Stadtkirche Zum Heiligen Kreuz
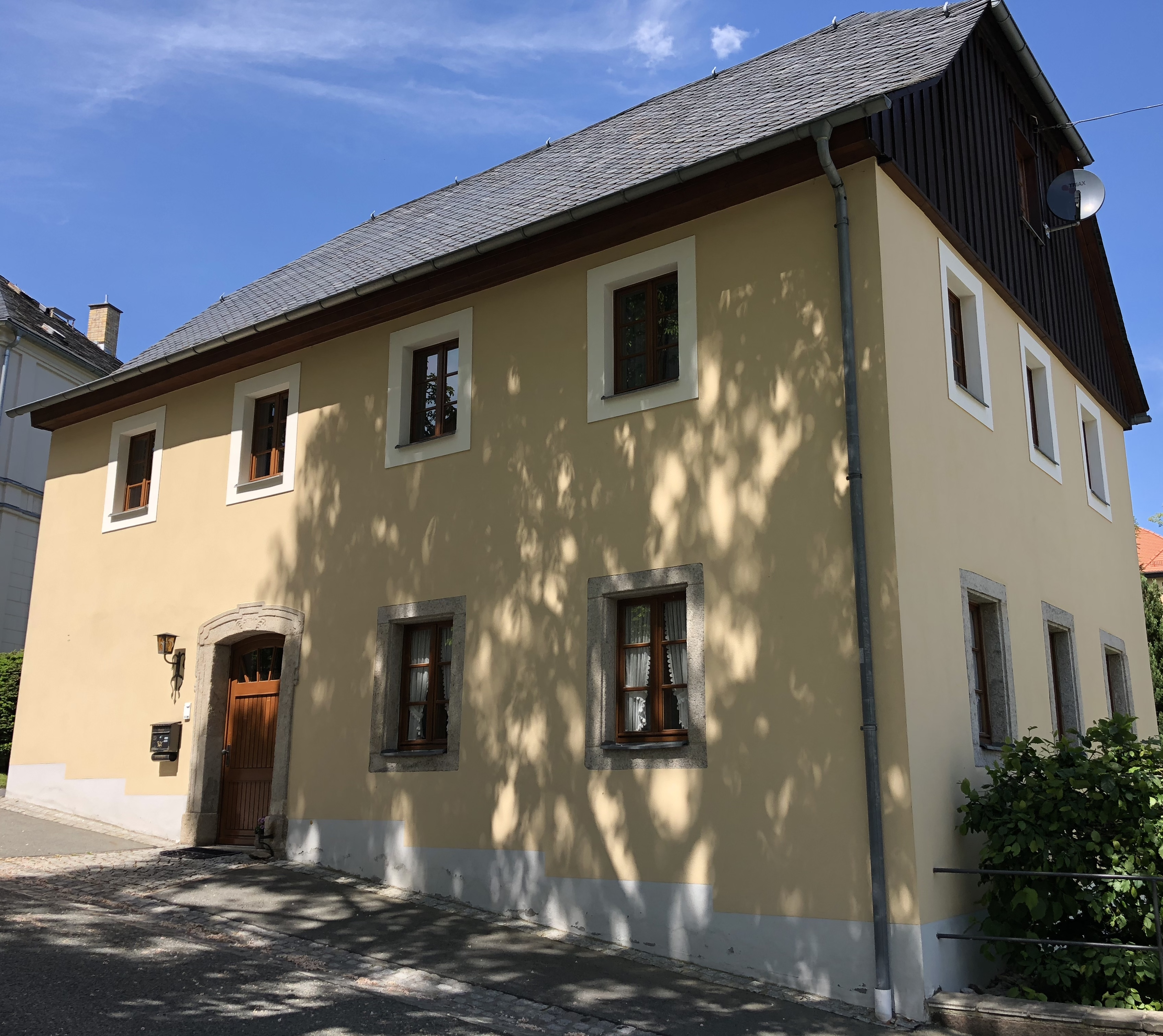
Alte Pfarre und ehemaliges Kantorat
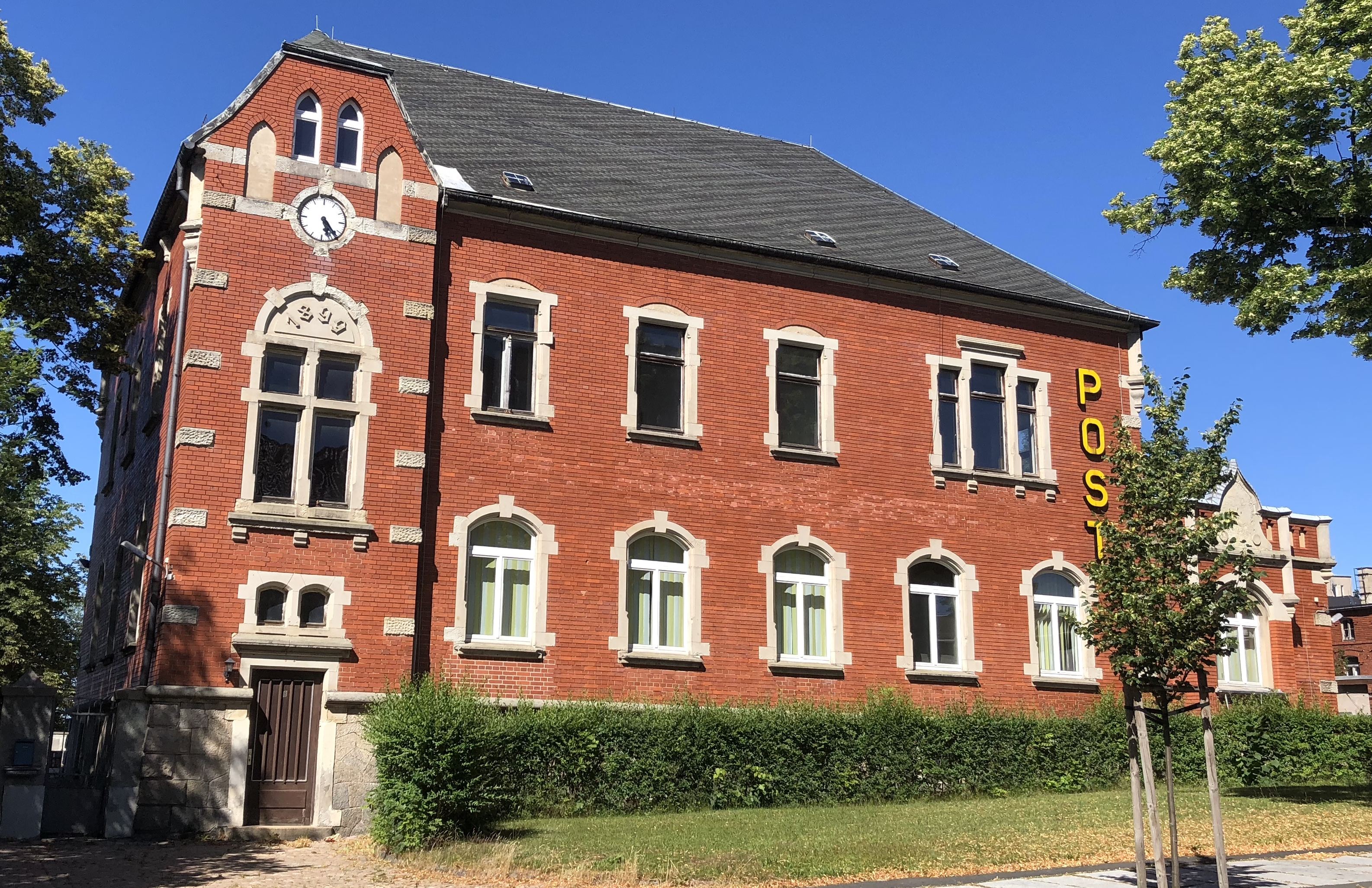
Ehemaliges Postamt
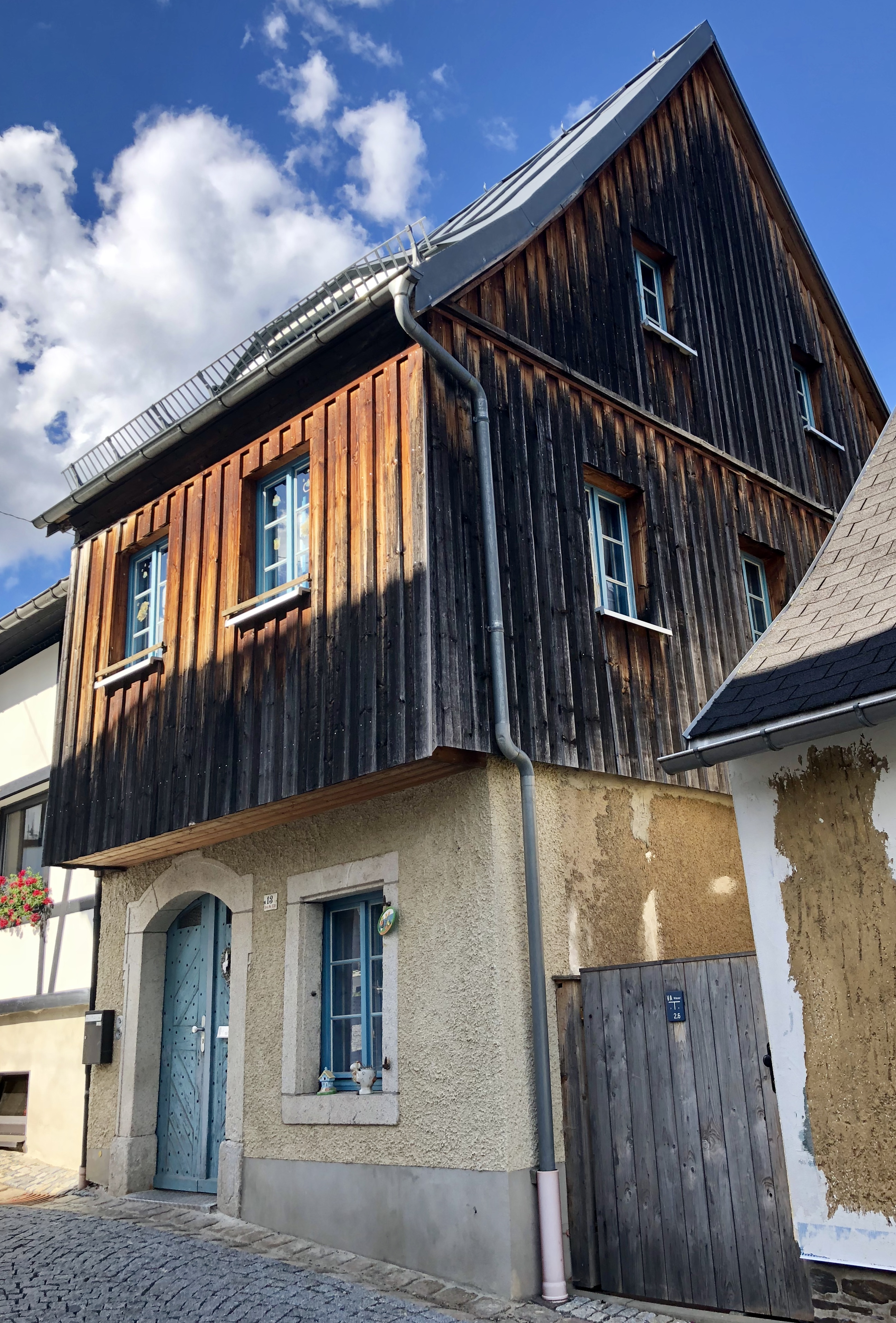
Wohnhaus Grund 13
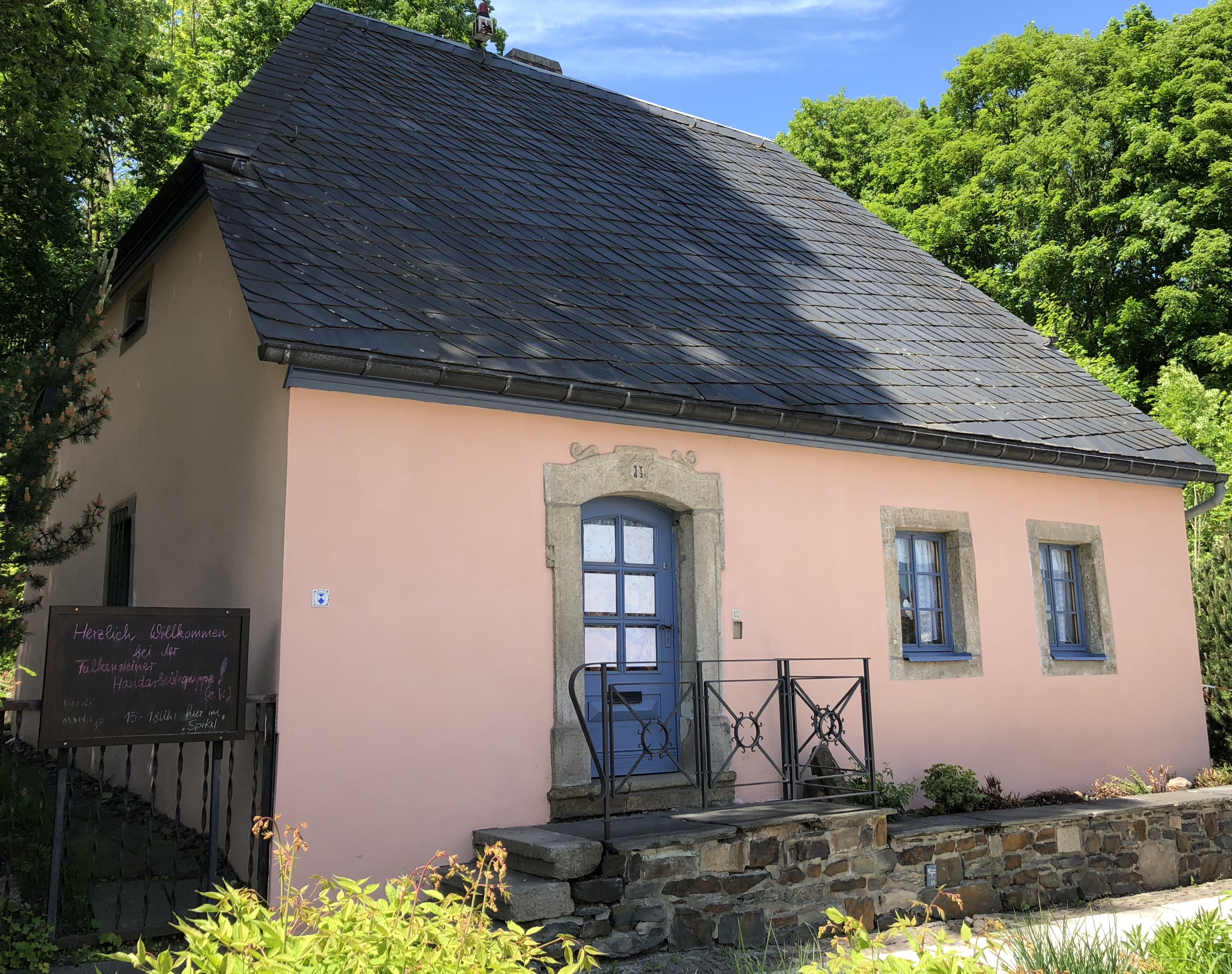
Altes Spital

### Naturschutz
- Siehe auch: Liste der Naturdenkmale in Falkenstein/Vogtl.

### Regelmäßige Veranstaltungen
- Falkensteiner Straßenfest, jedes Jahr im Juni
- Weinfest auf der Schloßstraße im August
- Kirmes, jedes Jahr am ersten Oktoberwochenende
- Falkensteiner „Bornkinnelmarkt“ zur Adventszeit

## Infrastruktur und Wirtschaft

### Verkehr

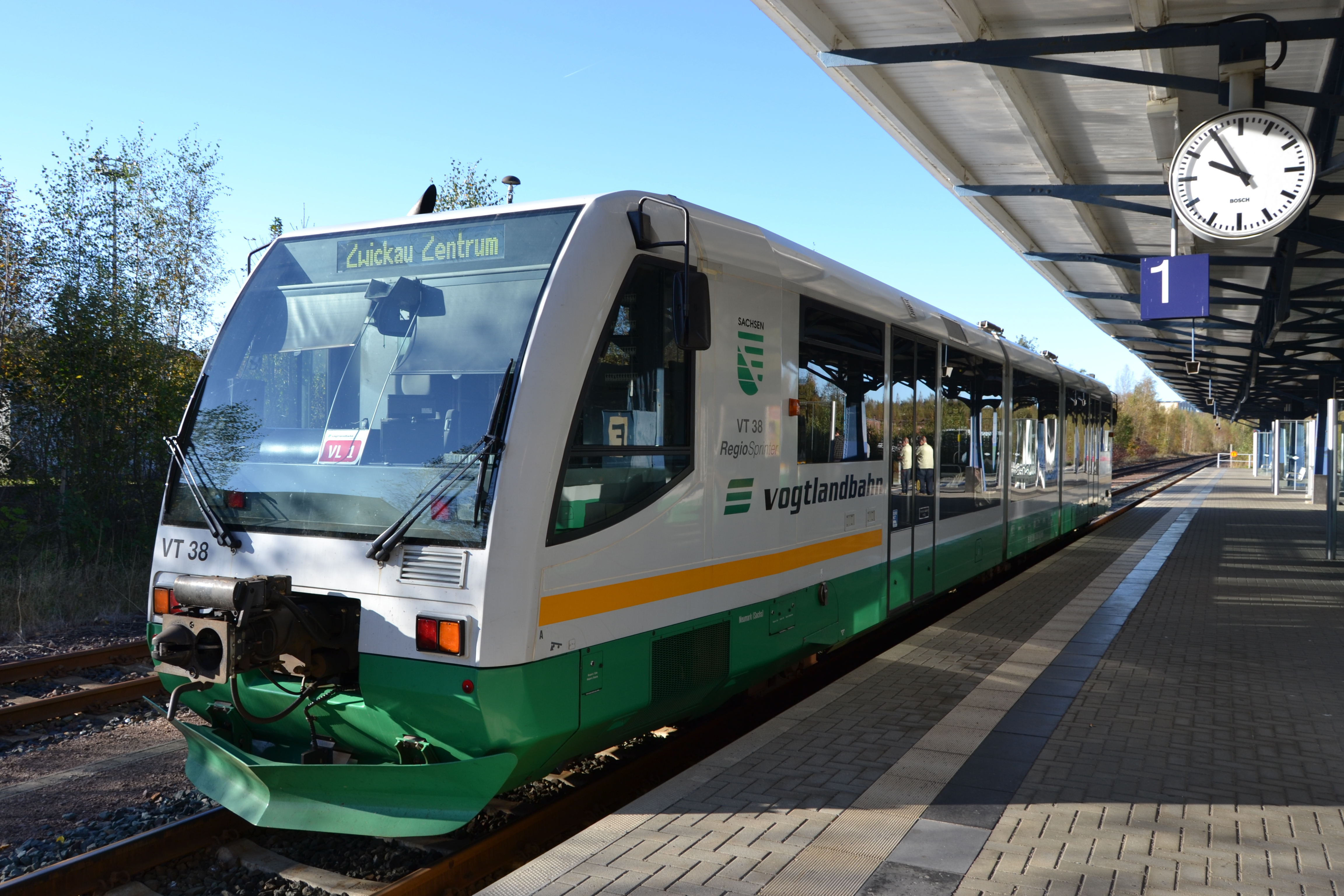
Regionalbahn der Vogtlandbahn im Bahnhof Falkenstein

Falkenstein erhielt 1865 seinen ersten Eisenbahnanschluss von Herlasgrün über Oelsnitz nach Eger; 1875 kam eine Bahnstrecke aus Zwickau dazu. 1892 folgte die Strecke nach Muldenberg. Der Bahnhof Falkenstein (Vogtl) hatte sich damit zum lokalen Bahnknotenpunkt entwickelt, der zeitweise auch ein eigenständiges Bahnbetriebswerk besaß. Direkte Regionalverbindungen gab es von Falkenstein nach Plauen, Zwickau, Adorf, Hof sowie Kraslice, Sokolov und Karlovy Vary in Tschechien. Die verbliebenen Bahnverbindungen werden heute von der Vogtlandbahn betrieben.
Falkenstein wird im vertakteten ÖPNV des Verkehrsverbunds Vogtland von mehreren Buslinien der Plauener Omnibusbetrieb GmbH bedient. Die PlusBus-Linien 10, 50 und 70 ergeben zusammen einen 20-Minuten-Takt nach Auerbach und Rodewisch.
Stand: 13. Februar 2022
| Linie | Endpunkte                                   | Verlauf                                      | Klassifizierung |
| ----- | ------------------------------------------- | -------------------------------------------- | --------------- |
| 10+   | Falkenstein ↔ Reichenbach                   | Auerbach – Rodewisch – Lengenfeld            | PlusBus         |
| 14    | Auerbach Bendelstein ↔ Mühlgrün/Falkenstein | Ellefeld                                     | StadtBus        |
| 15    | Auerbach Sternkoppel ↔ Falkenstein          | Rebesgrün – Reumtengrün – Dorfstadt          | RufBus          |
| 23    | Schneckenstein ↔ Dorfstadt                  | Tannenbergsthal – Grünbach – Falkenstein     | TaktBus         |
| 50+   | Plauen ↔ Rodewisch                          | Taltitz – Oelsnitz – Falkenstein – Auerbach  | PlusBus         |
| 70+   | Plauen ↔ Rodewisch                          | Theuma – Bergen – Falkenstein – Auerbach     | PlusBus         |
| 71    | Falkenstein ↔ Schönau                       | Dorfstadt – Oberlauterbach – Unterlauterbach | RufBus          |

Die Stadt liegt an der Bundesstraße 169 und hat an der Autobahnauffahrt Plauen-Ost eine direkte Anbindung an die A 72 in Richtung Hof (über die A 9 nach München/Leipzig/Berlin) und Chemnitz weiter über die A 4 nach Dresden / Wrocław (Breslau) / Kraków (Krakau).

### Gesundheitswirtschaft
Die Berufsgenossenschaftliche Klinik für Berufskrankheiten Falkenstein war auf Atemwegs-, Lungen- und Hauterkrankungen spezialisiert. Diese wurde im Juli 2020 geschlossen.

### Ansässige Unternehmen (Auswahl)
- Computer konkret AG, dental software: Entwicklung und Vertrieb von Praxisverwaltungssoftware sowie Diagnostiksoftware für Zahnärzte und Kieferorthopäden
- SINC Novation Falkenstein GmbH: Herstellung von Plastik- und Chipkarten u. a. für den Zahlungsverkehr und das Gesundheitswesen, 100 Beschäftigte (2005)
- erfal GmbH & Co. KG: Herstellung von Sonnenschutzanlagen (Plissee, Rollos, Jalousien etc.), Verdunklungs- und Verschattungsanlagen, Fensterdekorationsartikeln und Insektenschutz, ca. 400 Beschäftigte (2018)
- Kunststofftechnik Schedel GmbH: Entwicklung, Herstellung und Vertrieb von technischen Formteilen und Produkten aus EPS für die Sanitär-, Dämm- und Verpackungstechnik, 48 Mitarbeiter
- Kabelproduktion Falkenstein GmbH, Produktion und Vertrieb von Kabeln und Leitungen
- Stickperle Produktions- und Handelsgesellschaft mbH: Produktion und Handel von Tischwäsche, Kurzgardinen und Accessoires von Plauener Spitze, 40 Beschäftigte
- V-Stahlbau Falkenstein GmbH: Betonerzeugnisse für den Bau, Leichtmetallkonstruktionen, Ausbauelemente aus Stahl, Eisen, Großhandel
- murrplastik Kunststofftechnik GmbH: Gummi- und Kunststoffherstellungen, Fertig-& Halbfertigprodukte aus Kunststoff und Glas
- Duo Dental Zahntechnik GbR: Fachlabor für Implantologie und ästhetische Zahnheilkunde, Herstellung zahntechnischer Produkte, Einzel- und Großhandel für Dentalbedarf
- Im Juni 2009 nahm die Hetzner Online GmbH das erste Rechenzentrum im Datacenter-Park (ein gemeinsames Gelände für mehrere Rechenzentren) in Betrieb[20]